# Serebrija (Mohyliw-Podilskyj)
Serebrija (ukrainisch Серебрія; russisch Серебрия) ist ein Dorf im Südwesten der ukrainischen Oblast Winnyzja mit etwa 3000 Einwohnern (2001).

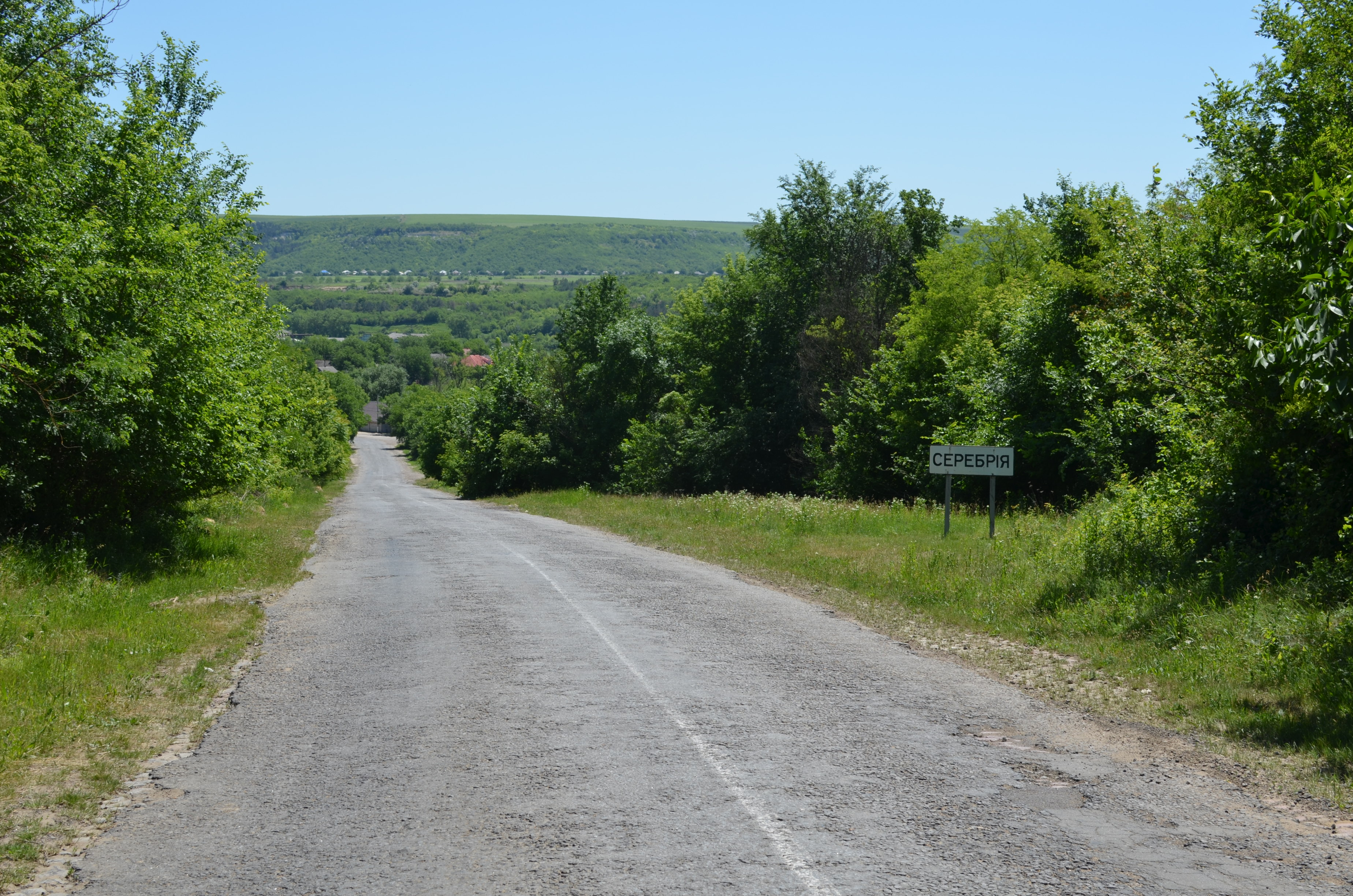
Ortseingang

Das 1442 erstmals schriftlich erwähnte Dorf liegt an der Mündung der 24 km langen Serebrijka (Серебрійка) in den Dnister und an der Territorialstraße T–23–08. Das Rajonzentrum Mohyliw-Podilskyj liegt 8 km östlich und das Oblastzentrum Winnyzja 125 km südwestlich vom Dorf.
Am 12. Juni 2020 wurde das Dorf ein Teil der neugegründeten Stadtgemeinde Mohyliw-Podilskyj, bis dahin bildete es die gleichnamige Landratsgemeinde Serebrija (Серебрійська сільська рада/Serebrijska silska rada) im Südwesten des Rajons Mohyliw-Podilskyj.